# Чебарлоївці
Чеберлоївці (чеч. Чӏебарлой, на чеберлоєвському діалекті — Чӏабарлою, в од. ч. — чӏаберло) — чеченський тукхум. Історично проживали у південно-східній частині Чечні на кордоні з Дагестаном. Своїм духовним центром чеберлівці здавна вважали Макажой.

## Етимологія
На думку А.Сулейманова, «чӀаба/чӀеба» — в чеберлоєвському діалекті — «плоскогір'я».

## Діалект
Чеберлоєвський діалект є найархаїчнішим і найдавнішим діалектом чеченської мови, що долинув до наших днів, у нахських мовах загалом. Чеберлоєвський діалект є єдиним із усіх діалектів чеченської мови, який зумів послідовно відстояти свій вокалізм від впливу так званого вторинного чергування.

## Тайпи
| Список тайпів тукхуму | Список тайпів тукхуму | Список тайпів тукхуму |
| Назва                 | Назва                 | Родові центри         |
| --------------------- | --------------------- | --------------------- |
| Ачалой                | Ачалой                | Ачала                 |
| Басхой                | Басхой                | Басха                 |
| Багачерой             | Багачарою             | Богачера              |
| Босой                 | Буосою                | Боса                  |
| Буттій                | Бутою                 | Бутті                 |
| Дай                   | ДІай                  | Дай                   |
| Жолошкой              | Желошкхой             | Желашка               |
| Зурхой                | Зурхою                | Зурхой                |
| Іхорой                | Іхарою                | Іхара                 |
| Кезеной               | К'єзеною              | Кезена                |
| Макажой               | МакІаж                | Макажа                |
| Ніжалой               | Нижчий                | Ніжла                 |
| Орсой                 | Орсою                 | Орса                  |
| Ригахой               | Ригахой               | Ригаха                |
| Тундукой              | ТІундук'ой            | Тундука               |
| Харкарой              | Харкарою              | Харкара               |
| Хіндой                | ХІіндою               | Хінда                 |
| Хой                   | Хой                   | Хой                   |
| Цикарой               | Цикарою               | Цикара                |
| Чубахкінарой          | Чубайкрой             | Чубах-Кенера          |
| Гумхой                | ГІумхой               | Гумха                 |
| Кулой                 | Кулою                 | Кулінха               |

Багато авторів відносять до цього тукхуми такі тайпи, як Садой та Нохч-Келой, проте частина садоїців вважає себе окремою спільнотою, а нохч-келойців іноді включаються до тукхуму Шатой.

## Відомі чеберлівці
- Алдам-Гези — голова Мехк-Кхела та один із ватажків чеченського народу. Виходець із тейпу Макажою[7].
- Адін Сурхо — представник тейпу К'єзаной, очолив чеченців у боротьбі проти кабардинського князя Мусоста[8].
- Шаа — воював проти імама Шаміля. Виходець із тейпу Хіндою.
- Мааш Басхой — воював проти імама Шаміля.
- Дада Залмаєв — наїб Алібека-Хаджі Алдамова з Чеберлоя[9].
- Акхболат (Ахбулат) — наїб Чеберлоя[10].
- Кунта-Хаджі з тейпу Гумхой (кінець XVIII століття — 19 травня 1867) — чеченський суфійський шейх, поширив Кадирійський тарикат у Чечні.
- Абдурахман Авторханов — радєлог, письменник, публіцист і громадський діяч[11] .
- Муслім Чеберлоєвський — учасник двох чеченських та війни в Україні. Командир батальйону ім. Шейха Мансура